# Охота на лис (логическая игра)
Охота на лис — логическая игра, впервые описанная А. Несчетным в журнале «Наука и жизнь» № 12 за 1985 год, и реализованная на программируемом калькуляторе Электроника МК-54. Создана по мотивам одноимённой игры по спортивной радиопеленгации.

## Игровой процесс
Порядок игры примерно следующий:
- На поле (обычно 10×10) случайным и неизвестным для игрока образом расставляются восемь «лис», причём несколько из них могут находиться в одной и той же клетке.
- Игрок задаёт своё положение, введя координаты. В ответ он получает количество «лис», которое пеленгуется из его нынешнего местоположения. Это число указывает, сколько лис расположено в одной вертикали, горизонтали и диагоналях с указанной клеткой[1].
- Если местоположение игрока совпало с положением «лисы», она считается найденной.
- Игра продолжается, пока не будут найдены все «лисы».

Существует множество версий этой игры для различных устройств — компьютеров, мобильных телефонов, программируемых калькуляторов.